# SVA Papendorp
Maillots
Le SVA Papendorp (anciennement Magreb '90) est un club néerlandais de football basé à Utrecht évoluant en division 3 néerlandaise.

## Historique
- 1990 : fondation du club
- 2018 : le Magreb '90 devient le SVA Papendorp

## Anciens joueurs
- Moussa Kalisse
- Charles Dissels
- Nourdin Boukhari